# Arbocer
L''arboç, arbocer, arbocera, alborç, alborcer, cirerer d'arboç, cirerer de llop, cirerer de pastor o llipoter (Arbutus unedo), és una planta amb flors de la família de les ericàcies.
També rep els noms següents: albuixec, arboç mediterrani, arboçó, cirerer(a) d'arbocer, cirerer dels llops.
El fruit, comestible, pot rebre els noms arboça, cirera d'arboç, cirera d'arbocer, cirer(et)a de pastor, llipota o llipoti.

## Noms populars i dialectals
També s'han recollit les variants lingüístiques no acceptades aborcer, abrocer, alberçoner, alboç, albocer, albocera, alborç, alborcer, alborcera, alborço, alborçó, alborocera, albrocer, alidoni (a l'Alguer), ambrocer, arbocer, arbocera, arboço, arboix, arborcer, arborços, arboser (?), arbosera (?), asborcer, asborcer, auborç, auborcer, aubrocer, boç, bocer, bolços, borç, borcer, borzer, cirerer d'aubó (fruit: cireres d'aubó), esbrocer, llicotet, llicotell, llipotet.

## Descripció
L'arbocer és un veritable arbre, encara que pel seu port sembla més aviat un arbust. Pot arribar a fer fins a 10 metres d'alçada amb les branques joves enrogides i peludes, formant una capçada ovalada. Té una escorça de color marró fosca molt característica que es desprèn a tires. Els brots de les tiges són una mica rosats i piloses. Les fulles, d'entre 4 i 10 cm, són lanceolades, grans, endurides i brillants, amb el marge lleugerament dentat, brillants de color verd fosc pel feix i una mica més clar al revers. L'arboç adquireix un color vermellós a l'hivern. Les flors, d'uns 7 mm, són blanques o verdoses, en forma de gerreta, dirigides cap avall amb l'extrem caragolat cap enfora. Es presenten reunides en grups. Floreix entre els mesos d'octubre i gener coincidint amb els fruits madurs. El fruit, anomenat arboç, és una baia esfèrica, carnosa, groguenca per dins i granulada i aspra per fora, groga-ataronjada als seus inicis posteriorment esdevé vermella a la maduresa. El fruit vermell característic triga un any a madurar, per això és ideal en jardineria, ja que pot presentar flors i fruits alhora. Els arboços són carnosos i dolços, per la qual cosa són comestibles, però en grans quantitats és indigest, a causa de la quantitat d'alcohols que posseeix (fins un 0,5%). Té la particularitat que si els fruits es mengen en grans quantitats provoquen mal de cap i poden arribar a emborratxar pel contingut alcohòlic. Amb els fruits es poden fer begudes alcohòliques.

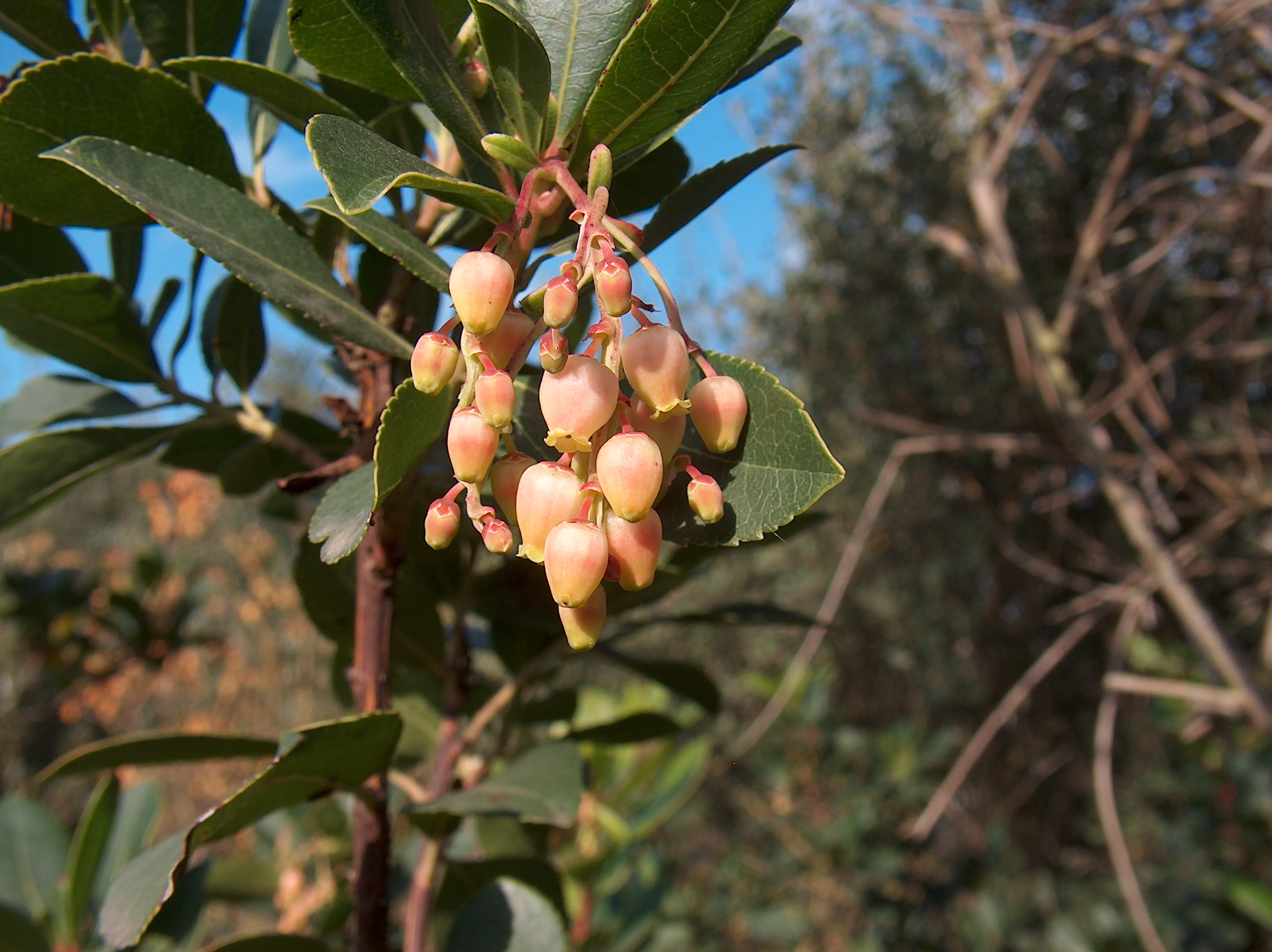
Flors de l'arbocer

## Distribució
La seva distribució és mediterrània, però arriba fins al sud d'Irlanda, on s'havia dubtat que fos espontània, ja que es pensava que la hi podien haver portat uns monjos que havien visitat Santiago de Compostel·la. Tanmateix, les anàlisis de pol·len del sòl demostren que ja hi era fa tres mil anys. A Catalunya creix habitualment entre alzinars, suredes i màquies entre els 0 i els 1.000 metres d'altitud.

## Ús ornamental
És una planta molt utilitzada en jardineria a causa de la bellesa del seu fullatge, flors i fruits. Destaca la floració i els fruits, que apareixen alhora. Es pot plantar aïllat, agrupat o formant barreres verdes. Es recomana plantar com a exemplar aïllat, ja en gespa, en bordures o en test perquè adorni una terrassa o un pati.
Quan s'aborden les cures de l'Arbutus unedo en jardineria tot allò que es faci pensant en el seu hàbitat natural redundarà en el bon desenvolupament. Cal tenir en compte que és un arbre fruiter originari de la zona del Mediterrani Atlàntic i que es troba principalment a Europa i Àfrica, encara que també a altres regions amb estius calorosos i hiverns temperats i una mica plujosos. Es caracteritza per créixer al seu hàbitat en sòls poc argilosos i secs, a més de mostrar una forta resistència a les dures condicions ambientals. Per tant, és un arbre molt rústic. Cal buscar-li un lloc assolellat amb un terreny una mica profund i fèrtil que dreni bé. No importa si és una cosa pedregosa mentre sigui fèrtil. Tot i que sigui unarbre, és de port petit i s'ha de preveure el seu espai vital per quan hagin passat uns anys, i l'Arbutus unedo es trobi en plena esplendor.

### Cultiu
Cal ubicar-lo en llocs assolellats, encara que suporta la semiombra. Les gelades poden danyar les plantes joves, per això caldrà protegir-les si és en una zona d'interior. Necessita certa humitat ambiental, ja que al seu hàbitat natural es troba en barrancs i zones de relativa humitat. Tolera els sòls calcaris, tot i que prefereix els silícics o descalcificats. Si troba un terreny amb abundant aigua creix més, però el terra ha d'estar ben drenat, ja que no li convenen els embassaments que produeixen el podriment de les arrels. No necessita poda, encara que es poden tallar les branques inferiors per aconseguir tronc, ja que tendeix a ramificar des de la base, però no suporta la poda de jove. A la primavera, quan ja no hi hagi perill de gelades, es treuen les branques danyades, febles o indesitjades. Tampoc no suporta els trasplantaments i si cal extreure'l de la terra per plantar-lo en un altre lloc el risc que s'assequi és molt alt.
Per plantar-lo sobre el terreny del jardí, es fa un forat d'unes dimensions més grans del contenidor on ve (sobre un 20 per cent més, tant en amplada com en profunditat) i es barreja la terra extreta amb un substrat torbós en el cas que necessiti ser millorada. Se li treu el contenidor i després de posar una base de terra millorada al fons, es col·loca l'arbre sobre aquesta base de manera que quedi a nivell del terreny. Seguidament s'omple amb aquesta terra els espais lliures, es picona lleugerament i es crea una mena de cavalló al voltant perquè retingui millor l'aigua de reg. Tot seguit es fa un primer reg copiós. Els següents es poden anar gestionant segons les característiques del terreny, sabent que durant el primer any i sobretot durant l'estiu és important que disposi de més humitat. Quant al pH del sòl, no és molt exigent sempre que no sigui ni molt àcid ni molt bàsic.
L'Arbutus unedo no tolera bé els vents forts, per això cal evitar una ubicació que hi estigui exposada. Com a arbre fruiter, a més de decoratiu, es pot plantar tant en horts urbans com formant part de la jardineria convencional.
Suporta sense problemes la calor i un cert grau de sequera, i és una mica més sensible al fred quan és jove. Al reg, s'hi pot afegir un fertilitzant mensualment durant les estacions de primavera i estiu. Durant la tardor i l'hivern, en un clima d'hiverns suaus també es pot fertilitzar, però amb adobs més rics en potassi, perquè floreix i maduren els fruits al voltant d'aquesta època de l'any. És important mantenir net de males herbes el voltant de la planta, sobretot mentre és jove per evitar competència per la llum, els nutrients i la humitat. La poda de l'arboç és una mica delicada ja que durant tot l'any té flors i fruits i fins i tot en moments de l'any tots dos. De tota manera, no la poda no és necessària, encara que té una gran capacitat de rebrot fins i tot després de podes traumàtiques. Si es fa, cal limitar-se a eliminar branques no desitjades perquè l'arbre estigui més airejat, danyades i els brots que s'emetin a la part de baix del tronc. Els talls es faran amb tisores ben esmolades i xerrac per a les més gruixudes. Si les ferides són grans convé aplicar-hi una pasta protectora per evitar l'entrada de fongs i facilitar-ne la cicatrització.

### Plagues i malalties
No és un arbre molt delicat i pel que fa a plagues, molt poques vegades és infestat per pugons i mosca blanca i són molt fàcils de controlar amb insecticides sistèmics. Cal no utilitzar-los en moments de floració per no afectar les abelles i altres insectes pol·linitzadors, ni quan els seus fruits estiguin propers a la recol·lecció.
Quant a malalties, es poden produir si hi ha un excés d'humitat i mancances de nutrients. Algunes possibles malalties de l'Arbutus unedo poden estar causades pels següents fongs:
- Phytophthora sp, fong que afecta les arrels i en provoca el podriment. La seva major activitat se centra a la primavera i a la tardor i els símptomes mostren una progressiva decoloració i pèrdua de les fulles.
- Armillaria melleja, fong que ataca les seves arrels. La millor manera d'evitar-ne l'atac és amb prevenció i per això cal no regar en excés i evitar els sòls amb moltes restes vegetals en descomposició.
- Septoria unedonis, fong que causa l'anomenada taca negra de l'arboç, que és la malaltia més comuna dels arboços. Ataca les fulles i es manifesta amb taques fosques de marge vermellós que es van estenent i de vegades causen la caiguda de la fulla afectada. El seu atac disminueix el vigor de la planta en general i com a conseqüència la producció de fruits.

## Aprofitaments
No es coneixen boscos amb aprofitament principal d'arboç, si bé si s'ha vist sovint com s'aprofitava en zones on es barreja amb alzina per obtenir llenyes en un tractament com a muntanya baixa aprofitant la seva facilitat de brollar. En cas de voler aprofitar aquestes llenyes seria recomanable fer una selecció de brots els primers anys, per fer les curtes amb un període de rotació d'uns 20-25 anys com s'acostuma a fer amb l'alzina. En els darrers anys s'ha generalitzat el desarrelament de l'arboç a la muntanya per al seu ús en jardineria. Per a aquest ús podria ser interessant fer una selecció de brots i fins i tot una poda de formació per aconseguir formes de millor qualitat estètica.

### Ús gastronòmic
La cirereta d'arboç és comestible i dolça. Es diu que, si se'n mengen massa, pot emborratxar, ja que conté una certa proporció d'etanol (CH₃CH₂OH).
Malgrat que aquestes baies són abundants a les muntanyes, no és fàcil trobar-ne al mercat. Amb les cireretes d'arboç es preparava tradicionalment una beguda semblant a la sidra i també vinagre casolà. En algunes zones del Mediterrani hi fan una salsa per acompanyar carn i caça. També se'n pot fer melmelada o confitura. Aquesta melmelada, fàcil de preparar, és molt popular a Itàlia i a Còrsega.

## Propietats
Com amb moltes altres plantes silvestres, a l'antiguitat eren utilitzades per la medicina popular per tal d'elaborar diferents receptes. Amb les fulles de l'Arbutus unedo es feien infusions a més de les seves arrels o escorça segons els mals que es pretenien curar. Es diu que posseeix un cert poder antibiòtic pel que estava indicat per a les infeccions urinàries, també que és diürètic. El gust de l'arboç és agradable encara que lleugerament àcid, si bé és més dolç com més madurs està. El seu fruit és molt saludable per ser una important font de flavonoides, tanins, pectina i vitamina P, vitamina C, vitamina E, carotens i diversos minerals com zinc, ferro, magnesi, calci i potassi. També està documentat que a l'arboç se'ls confereixen propietats astringents, antisèptiques, antiinflamatòries, antibacterianes, cardioprotectores, antioxidants i fins i tot anticanceroses.

## Mitologia
Segons la mitologia grega, de la sang del gegant Gerió, mort per Hèrcules en el seu desè treball, en va brotar el primer arbocer. Aquest origen mitològic concorda amb la facilitat que té l'arbre de rebrotar després d'un incendi o una tala. Aquesta vitalitat, sumada al fet que les fulles són sempre verdes, el fa símbol de la immortalitat.
D'aquí ve que els romans el fessin servir en els funerals, com relata Virgili en l'Eneida. Segons els mateixos romans, aquest arbre estava consagrat a la nimfa Cardea. Explica la llegenda que aquesta nimfa vivia al Lucus Helerni, un bosc sagrat a les ribes del Tíber. Allà s'insinuava als incauts amb la finalitat d'atreure'ls al cor del bosc, on desapareixia sense que ningú aconseguís trobar-la. Allò es va acabar quan Janus se'n va enamorar i ella no es va poder amagar del déu de les dues cares, que, a canvi de l'amor robat, li va concedir el poder d'espantar les bruixes i de curar els nens, els malalts i els embruixats. Segons ens comenta Ovidi, quan se la invocava, feia servir la seva vareta d'arboç, amb què tocava tres cops les portes i els portals de les cases i esvaïa així tot mal.
Al Magrib, l'arbocer és considerat un arbre beneït que espanta maleficis i protegeix de tota desgràcia. Els amazics l'acostumen a plantar a la porta de les cases, i les branques plenes de fruits es fan servir per a espantar mals i dimonis. Als països islàmics hi pengen la roba dels malalts amb la intenció de traspassar-li les malalties. Aquests exemplars acaben recaragolats i secs, però sobreviuen a les càrregues expiatòries.

## Curiositats
El nom científic d'Arbutus unedo deriva d'arbutus que indica que és un arbre petit i unedo que ve a dir un i edo menjar, com si ens indiqués que només mengem un fruit. D'aquí ve una de les seves curiositats (menjar-ne només un) i encara que hi ha diverses hipòtesis, una de les més arrelades fa al·lusió que quan estan ben madurs, la polpa té una certa quantitat d'alcohol i pot produir borratxeres. Hi ha documentals de la naturalesa en què es veuen animals que es desplacen maldestrement després d'ingerir una bona quantitat de fruits. Amb els seus fruits es feia vinagre i diverses begudes alcohòliques com ara l'aiguardent d'arboç, licor molt apreciat en algunes zones d'Astúries i Portugal. Per elaborar aquest aiguardent es posava els fruits madurs en bótes ben tapades perquè fermentessin durant uns dos mesos. Posteriorment es trepitjaven fins a formar una farineta que es deixava fermentar uns quants dies més alhora que es removia diàriament per evitar que es fes malbé. Finalment es ficava a l'alambí juntament amb aigua per procedir a la seva destil·lació.

## Taxonomia
Arbutus unedo va ser descrita per Carl von Linné i publicat a Species Plantarum 1: 395, a l'any 1753.
Etimologia
Arbutus: nom genèric llatí amb què es coneixia a l'arboç variant europea i mediterrània d'aquesta espècie.
unedo : epítet llatí que significa "menjar-ne només un", una referència al gust més aviat amarg de les fruites, que quan es mengen crues no agraden a molta gent.
Sinonímia
- Arbutus cassinifolia Steud. in Nomencl. Bot., ed. 2, 1: 119 (1840)[14][15]
- Arbutus crispa Hoffmanns. in Verz. Pfl.-Kult., Nachtr. 1: 204 (1824)[14][15]
- Arbutus croomii T.Moore & Mast. in Gard. Chron., n.s., 22: 492 (1884)[14]
- Arbutus ferruginea L.f. Suppl. Pl. : 238 (1782)[15]
- Arbutus integrifolia Sims	Bot. Mag. 49: t. 2319. (1822)[15]
- Arbutus intermedia Heldr. ex Nyman in Consp. Fl. Eur.: 490 (1879)[14][15]
- Arbutus laurifolia L.f. in Suppl. Pl.: 238 (1782)[14][15]
- Arbutus nothocomaros Heldr. ex Nyman in Consp. Fl. Eur., Suppl. 2(1): 214 (1889)[14][15]
- Arbutus pavarii Pamp.	Arch. Bot. (Forlì) 12: 131 (1936)[15]
- Arbutus procumbens Kluk ex Besser in Prim. Fl. Galiciae Austriac. 2: 355 (1809)[14][15]
- Arbutus salicifolia Cels ex Hoffmanns. in Verz. Pfl.-Kult., Nachtr. 1: 204 (1824)[14][15]
- Arbutus serratifolia Salisb. in Prodr. Stirp. Chap. Allerton: 288 (1796), nom. superfl.[14][15]
- Arbutus turbinata Pers. ex Rchb. in Fl. Germ. Excurs. 1: 416 (1831)[14][15]
- Arbutus unedo var. alba W.T.Aiton in Hortus Kew. 3: 56 (1811)[14]
- Arbutus unedo var. crispa (Hoffmanns.) Rouy in G.Rouy & J.Foucaud, Fl. France 10: 102 (1908)[14]
- Arbutus unedo var. croomii T.Moore & Mast. in Gard. Chron., n.s., 22: 492 (1884)[14]
- Arbutus unedo var. ellipsoidea Aznov. in Magyar Bot. Lapok 3: 9 (1904)[14][15]
- Arbutus unedo var. integerrima Sims in Bot. Mag. 49: t. 2319 (1822)[14]
- Arbutus unedo var. integrifolia Rouy in G.Rouy & J.Foucaud, Fl. France 10: 102 (1908), nom. superfl.[14]
- Arbutus unedo var. plena W.T.Aiton in Hortus Kew. 3: 56 (1811)[14]
- Arbutus unedo var. rubra Aiton in Hort. Kew. 2: 71 (1789)[14]
- Arbutus unedo f. rubra (Aiton) Rehder in Bibliogr. Cult. Trees: 536 (1949)[14]
- Arbutus unedo var. salicifolia Regel in Index Seminum (LE, Petropolitanus) 1856: 31 (1856)[14][15]
- Arbutus unedo var. salicifolia (Cels ex Hoffmanns.) Rouy in G.Rouy & J.Foucaud, Fl. France 10: 102 (1908)[14]
- Arbutus unedo f. subcrenata Maire in Bull. Soc. Hist. Nat. Afrique N. 32: 212 (1941)[14][15]
- Arbutus unedo var. tangerina Pau in Mem. Real Soc. Esp. Hist. Nat. 12: 358 (1924)[14]
- Arbutus vulgaris Bubani in Fl. Pyren. 2: 7 (1899)[14][15]
- Unedo edulis Hoffmanns. & Link in Fl. Portug. 1: 415 (1820)[14]
- Unedo globosa Jord. in C.T.A.Jordan & J.P.Fourreau, Icon. Fl. Eur. 3: 42 (1904)[14]
- Unedo oviformis Jord. in C.T.A.Jordan & J.P.Fourreau, Icon. Fl. Eur. 3: 42 (1904)[14]

## Galeria d'imatges

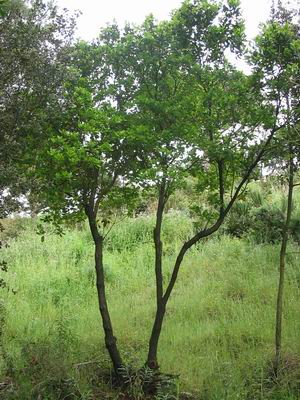
Arbust
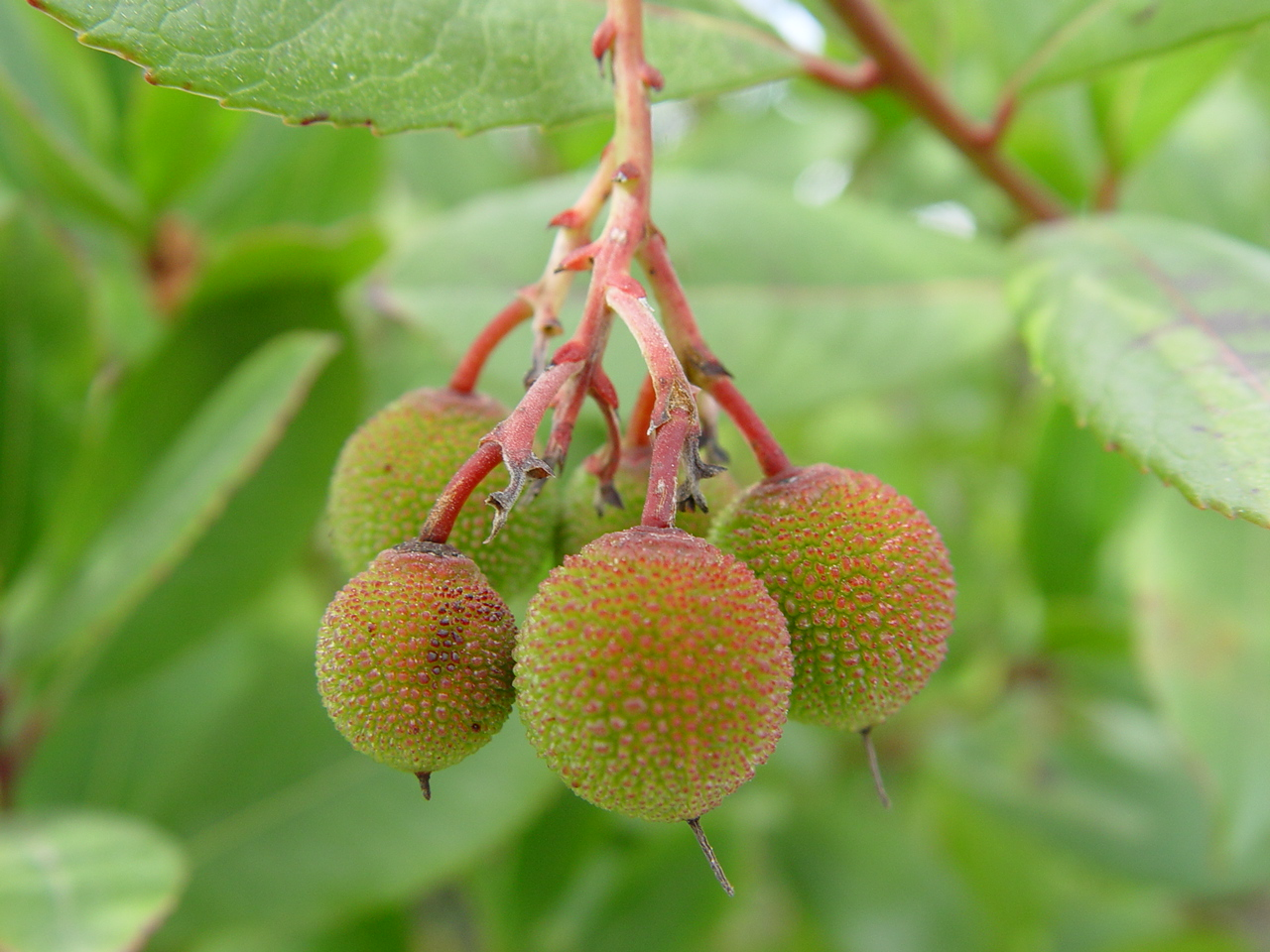
Fruits immadurs
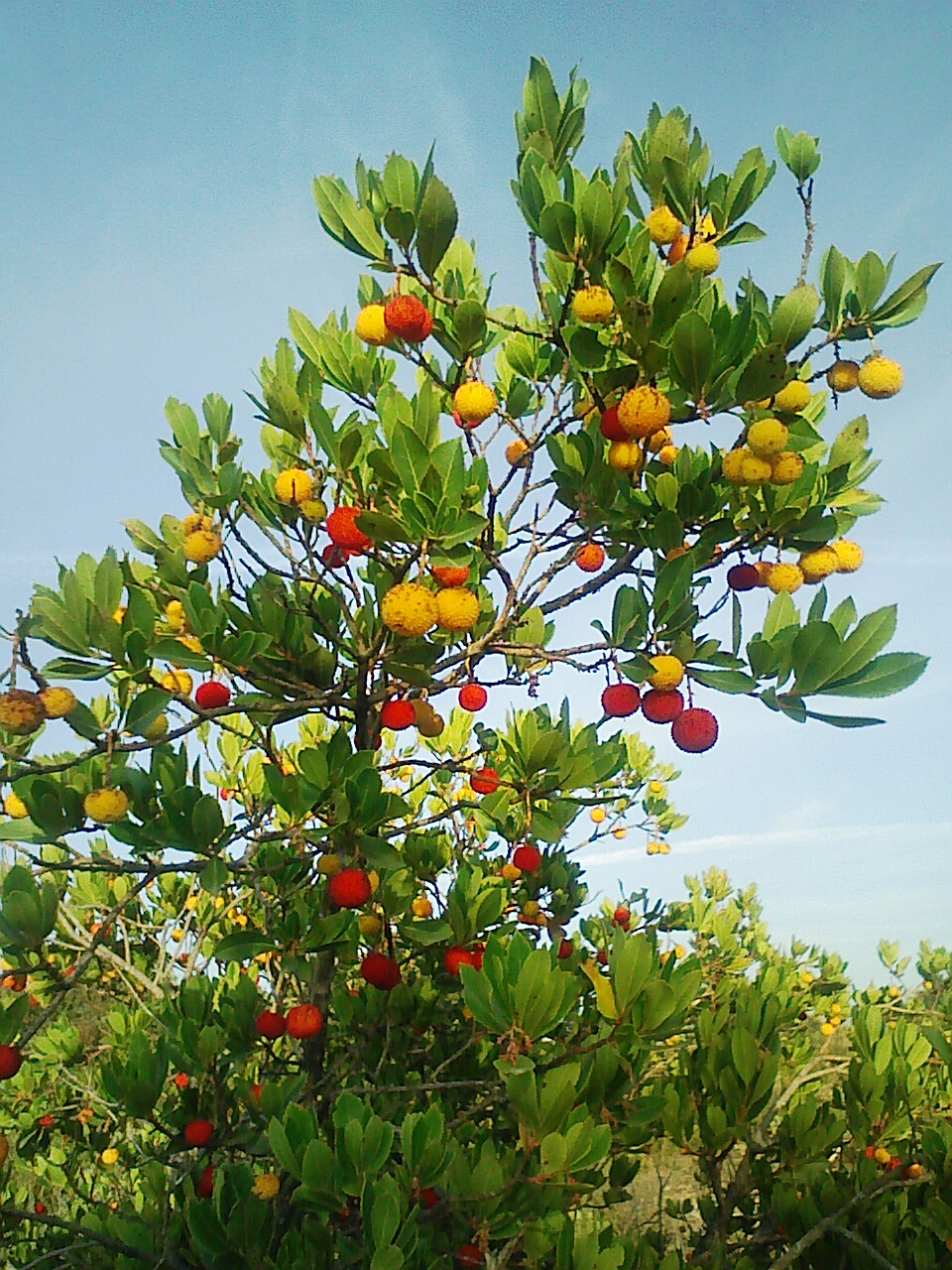
Fruits madurs i immadurs
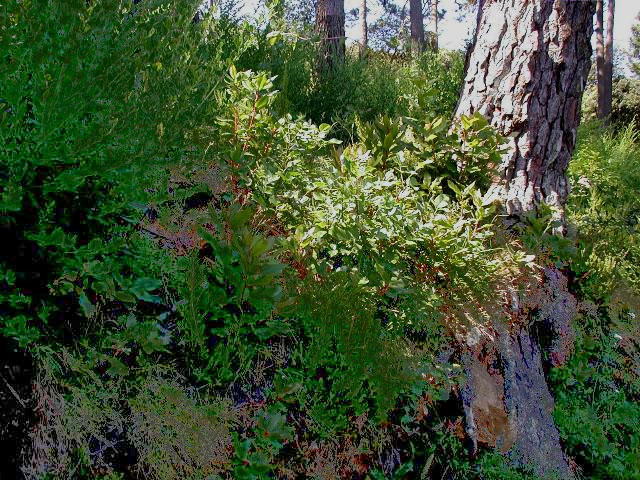
A. unedo com a part de sotabosc de pineda
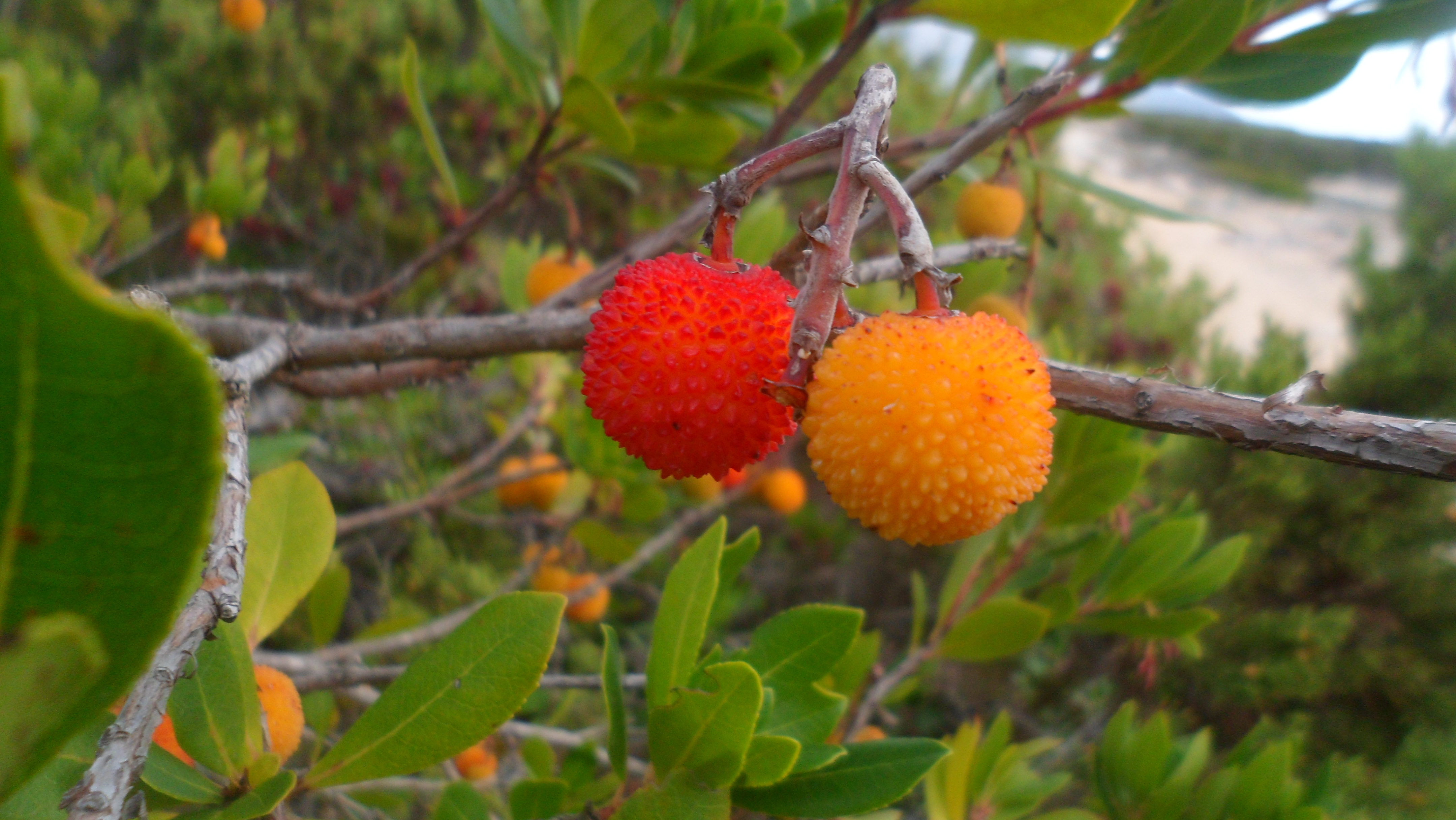
Fruits madurs
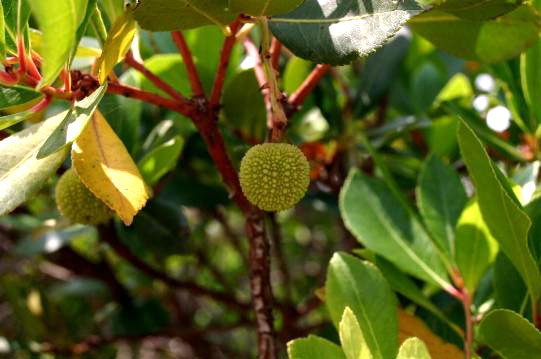
Fruits i fulles